# Anatoksin-a

Anatoksin-a (Veoma brz faktor smrti) je sekundarni, biciklični aminski alkaloid i cijanotoksin sa akutnom neurotoksičnošću. On je otkriven tokom ranih 1960-tih u Kanadi, i izolovan je 1972. Toksin formira sedam različitih rodova cijanobakterija i prisutan je u Svernoj Americi, Evropi, Africi, Aziji, i Novom Zelandu. Simptomi izlaganja anatoksinu su gubitak koordinacije, maskularna fascikulacija, konvulzije i smrt usled respiratorne paralize. Njegovo dejstvo se ostvaruje putem nikotinskog acetilholinskog receptora (nAchR) na koji deluje kao agonist, poput acetilholina. Kao takav, anatoksin-a se koristi za medicinske svrhe pri izučavanju bolesti uzrokovanih niskim nivoima acetilholina. Zbog njegove visoke toksičnosti i potencijalnog prisustva u vodi za piće, anatoksin-a predstavlja opasnost za ljude i životinje. Postoje methodi za njegovu detekciju i tretman vode. 
Anatoxin-a nije isto što i anatoksin-a(S), jedan drugi potentan cijanotoksin sa sličnim mehanizmom dejstva koji formira većina istih cijanobakterijskih rodova, mada strukturno nisu srodni.

## Literatura
- National Center for Environmental Assessment. "Toxicological Reviews of Cyanobacterial Toxins: Anatoxin-a" NCEA-C-1743
- Wood, S. A., J. P. Rasmussen, P. T. Holland, R. Campbell, and A. L. M. Crowe. 2007. "First Report of the Cyanotoxin Anatoxin-A from Aphanizomenon issatschenkoi (cyanobacteria)" Journal of Phycology 43:356–365.

## Spoljašnje veze
- Very Fast Death Factor (Anatoxin-a) at The Periodic Table of Videos (University of Nottingham)
- Molecule of the Month: Anatoxin at the School of Chemistry, Physics, and Environmental Studies, University of Sussex at Brighton